# Fabrizio Barbazza
Fabrizio Barbazza (Monza, 2 aprile 1963) è un ex pilota automobilistico italiano.

## Carriera

### Gli inizi
Dopo essersi interessato di motocross e aver vinto il titolo juniores italiano nel 1981, Barbazza, a 18 anni, passò all'automobilismo dedicandosi alla Formula Monza. L'anno successivo il monzese andò a correre nel campionato italiano di Formula 3. Dopo un primo anno di apprendistato, nel 1984 concluse al sesto posto e si migliorò ulteriormente l'anno seguente, confermando i suoi progressi velocistici e ottenendo quattro vittorie e il terzo posto finale in classifica.

### Le corse americane
Impossibilitato a trovare un sedile in Formula 3000, Barbazza decise di andare a correre in America nella neonata serie Indy Lights. La categoria, propedeutica alla CART e basata su vetture tutte uguali, lo vide vincitore al primo tentativo, con cinque vittorie e tre pole position. L'anno seguente l'italiano passò alla Formula CART, guidando sempre per il team di Frank Arciero. In occasione della 500 miglia di Indianapolis fece la sua miglior gara, cogliendo un terzo posto che rimarrà il suo unico podio della categoria. A fine stagione chiuse dodicesimo in classifica, primo tra i debuttanti e gli venne assegnato il titolo di Rookie of the year. Lo stesso anno fece anche un tentativo di qualificarsi nella gara di Formula 3000 a Imola, ma senza successo. A fine anno abbandonò gli Stati Uniti per tornare a correre in Europa.

### Tra Europa, Asia e America
Nel 1988 Barbazza voleva tentare l'approdo in Formula 1, ma nonostante un test svolto con la AGS, non trovò alcun volante libero. Sottoscrisse quindi un contratto con il team Pavesi per correre in Formula 3000, ma l'annata fu molto al di sotto delle aspettative e dopo aver fallito per tre volte su cinque gare la qualificazione venne appiedato. Per il 1989 si alternò quindi tra Formula Nippon, in cui non brillò, conquistando appena un punto e CART, dove non andò oltre un ottavo posto a Toronto.
Tornò poi nuovamente in Europa, nuovamente in Formula 3000. Conquistò i suoi primi posti con un quarto posto a Monza, ma fu protagonista di ben cinque incidenti e otto ritiri complessivi in undici gare stagionali, segnando un record. Anche per il 1991 sembrava destinato a rimanere nella categoria quando, grazie a Patrizio Cantù, capo della scuderia per cui correva che aveva rilevato la AGS, fece il salto in Formula 1.

### Tra Formula 1 e CART
Nonostante l'annata precedente fosse stata deludente nel 1991 venne quindi ingaggiato dalla AGS. La scuderia francese cercava infatti un sostituto allo svedese Stefan Johansson, che aveva abbandonato il team dopo appena due gare. La vettura non era però competitiva e Barbazza, come anche il suo compagno di squadra Tarquini, si trovò in grandi difficoltà. Solamente in Canada sfiorò la qualificazione, risultando di appena 31 millesimi più lento di Érik Comas, ultimo tra i qualificati. Nonostante l'introduzione di due nuovi telai i risultati non migliorarono e da metà stagione la AGS si trovò a dover affrontare le prequalifiche, da cui difficilmente riusciva a emergere. Dopo il Gran Premio di Spagna la squadra si ritirò per mancanza di fondi e Barbazza rimase appiedato anch'egli.
L'italiano, senza un volante, abbandonò quindi la Formula 1 e ritornò alle Champ Car. Corse appena quattro gare, fallendo anche la qualificazione alla 500 miglia di Indianapolis e ottenendo come miglior risultato un dodicesimo posto, che gli fruttò un punto.

### Il ritorno in F1
Per il 1993 la Minardi-Ford offrì a Barbazza la possibilità di tornare in F1. L'italiano riuscì a cogliere due punti, frutto di due sesti posti ottenuti sotto il diluvio di Donington e a Imola.

Nonostante ciò a metà stagione la scuderia faentina lo appiedò e il monzese abbandonò definitivamente la F1.

### Gli anni seguenti
Barbazza rimase senza un contratto per la stagione 1994 e nel frattempo lavorò per l'azienda paterna, dedicandosi alla progettazione di barriere di sicurezza ad assorbimento di energia da usare negli autodromi. Ritornò alle corse in nordamerica nella stagione successiva, quando fu ingaggiato per pilotare la sport prototipo Ferrari 333 SP del team Euromotorsports nelle gare IMSA: dopo un buon debutto alla 24 Ore di Daytona, dove ottenne col suo equipaggio il secondo posto nella propria classe, la successiva 12 Ore di Sebring fu meno fruttuosa, ma il dramma sarebbe arrivato alla terza gara di campionato.
Alla 3 ore di Road Atlanta (durante la notte tra il 30 aprile e il 1º maggio 1995) il lombardo venne coinvolto in una carambola innescata dalla Porsche dell'esordiente Ray Hendricks, che coinvolse la GT di Joe Cogbill: Barbazza perse il controllo della sua Ferrari 333 SP nel tentativo di evitare i rottami paratiglisi davanti e rimase fermo in mezzo alla pista, sbarrando la strada alla sport prototipo di Jeremy Dale, che non poté far nulla per evitare l'impatto con la vettura dell'italiano, colpendola alla fiancata destra (alla velocità di 250 km/h) e spezzandola in due. Barbazza, rimasto per un certo periodo in coma farmacologico si riprese nel giro di un anno, ma fu costretto ad abbandonare le corse, in quanto gli venne riscontrata una rilevante invalidità ad un controllo medico. Restò comunque nel business con la progettazione e la costruzione di barriere protettive e rail di nuova concezione. 
Attualmente vive a Cuba occupandosi di pesca d'altura.

## Risultati completi in Formula 1
| 1991 | Scuderia | Vettura         |  |  |    |    |    |    |    |    |     |     |     |     |     |     |  |  |  | Punti | Pos. |
| ---- | -------- | --------------- |  |  | -- | -- | -- | -- | -- | -- | --- | --- | --- | --- | --- | --- |  |  |  | ----- | ---- |
| 1991 | AGS      | JH25/JH25B/JH27 |  |  | NQ | NQ | NQ | NQ | NQ | NQ | NPQ | NPQ | NPQ | NPQ | NPQ | NPQ |  |  |  | 0     |      |

| 1993 | Scuderia | Vettura |     |     |   |   |     |    |     |     |  |  |  |  |  |  |  |  |  | Punti | Pos. |
| ---- | -------- | ------- | --- | --- | - | - | --- | -- | --- | --- |  |  |  |  |  |  |  |  |  | ----- | ---- |
| 1993 | Minardi  | M193    | Rit | Rit | 6 | 6 | Rit | 11 | Rit | Rit |  |  |  |  |  |  |  |  |  | 2     | 19º  |

| Legenda | 1º posto     | 2º posto | 3º posto    | A punti         | Senza punti/Non class.  | Grassetto – Pole position Corsivo – Giro più veloce |
| Legenda | Squalificato | Ritirato | Non partito | Non qualificato | Solo prove/Terzo pilota | Grassetto – Pole position Corsivo – Giro più veloce |